# Фируз-Шах
Фируз-Шах (курд. Pîroz Şah Zêrînkuleh, перс. فیروزشاه زرین کلاه‎) — предок родоначальника и эпонима Сефевидов шейха Сефи ад-Дина Исхака Ардебили (1252—1334). Первая генеалогия Сефевидов была написана Ибн Баззазом в 1358 году в книге «Савфат ас-Сафа». Согласно ей, курд по имени Фируз-Шах Зарин-Колах из Синджара, переселился в Ардебиль примерно в XI веке. Потомки Фируз-Шаха были мусульманами-суннитами, хотя в XV веке Сефевиды перешли в шиизм.